# تیرشن‌رویت
تیرشن‌رویت (به آلمانی: تیرشن‌رویس) یک شهر در آلمان است که در تیرشن‌رویت واقع شده‌است.